# Consolea picardae
Consolea picardae ist eine Pflanzenart in der Gattung Consolea aus der Familie der Kakteengewächse (Cactaceae). Das Artepitheton picardae ehrt den Spiritanerpater und Biologen Louis Picarda (1848–1901), der in der Karibik Pflanzen sammelte.

## Beschreibung
Consolea picardae wächst aufrecht baumförmig mit verzweigter Krone und erreicht Wuchshöhen von 3 bis 10 Metern. Der nicht gegliederte Stamm ist anfangs im Querschnitt elliptisch und wird im Alter kreisrund.  Er ist dicht mit Dornen bewehrt. Die länglichen bis lanzettlichen, glänzend dunkelgrünen Triebabschnitte sind schwach gehöckert und (nahezu) unbedornt. Sie sind 12 bis 35 Zentimeter lang, 5 bis 9 Zentimeter breit und 4 bis 9 Millimeter dick. Dornen fehlen an den seitlichen und jüngsten Triebabschnitten meist.
Die gelben oder orangefarbenen Blüten färben sich beim Verblühen rot. Sie weisen einen Durchmesser von 2,5 bis 4,5 Zentimetern auf. Ihr Perikarpell ist mit Areolen besetzt, die keine Dornen tragen. Die eiförmigen bis ellipsoid-eiförmigen Früchte sind seitlich leicht zusammengedrückt. Sie erreichen eine Länge von 5 bis 9 Zentimetern und Durchmesser von 4 bis 6,5 Zentimetern.

## Verbreitung, Systematik und Gefährdung
Consolea picardae ist in der Dominikanischen Republik und auf Haiti verbreitet.
Die Erstbeschreibung als Opuntia microcarpa wurde 1898 von Karl Moritz Schumann veröffentlicht. Dieser Name war jedoch illegitim da bereits der Name Opuntia microcarpa Engelm. (1848) existierte. Ignaz Urban wählte 1919 daher den neuen Namen (nom. nov.) Opuntia picardae. Alberto E. Areces-Mallea stellte die Art 2000 in die Gattung Consolea. 1999 hatte Edward Frederick Anderson den Namen Consolea microcarpa veröffentlicht, der auf Schumanns Namen Opuntia microcarpa basierte. Diese Umkombination war gemäß ICN-Artikel 52.1 ungültig.
In der Roten Liste gefährdeter Arten der IUCN wird die Art als „Data Deficient (DD)“, d. h. mit keinen ausreichenden Daten geführt.

## Nachweise